# Alors on danse
Alors on danse è il secondo singolo del cantante belga Stromae, pubblicato il 21 settembre 2009 dall'etichetta discografica Mercury. Ha riscosso successo a livello internazionale nella primavera del 2010.

## Descrizione
La canzone, di genere hip house (con influenze di hip hop e house), è stata scritta dallo stesso cantante, mentre per la produzione è stato affiancato da Dimitri Borrey.
Lo strumento musicale usato nel ritornello è il mizmar arabo, strumento musicale a fiato popolare nei paesi arabi e del Maghreb.
Il singolo ha riscosso un grande successo in alcuni paesi europei, piazzandosi al primo posto delle classifiche di Francia, Germania, Vallonia, Austria e in Italia, dove si è piazzato al 7º posto della classifica italiana dei brani più venduti nel 2010.

### Remixes
Oltre a quello ufficiale ci sono molti altri remix prodotti mantenendo la traccia vocale originale ma cambiando il backing track della canzone, Handy y Kap'z, InZzane e Dubdogz ma anche il rapper e produttore Kanye West  hanno partecipato con remix di successo.

## Tracce
Promo - CD-Single Were - [be]
1. Alors on danse – 3:28

CD-Single (Mercury 532 564-0 (UMG) / EAN 0600753256404)
1. Alors on danse (Radio Edit) – 3:29
2. Alors on danse (Extended Mix) – 4:18

Promo - CD-Single (Mercury - (UMG)
1. Alors on danse (Remix) – 2:51

## Classifiche
| Paese             | Posizione massima |
| ----------------- | ----------------- |
| Austria           | 1                 |
| Bulgaria          | 1                 |
| Belgio (Vallonia) | 1                 |
| Francia           | 1                 |
| Germania          | 1                 |
| Lussemburgo       | 1                 |
| Repubblica Ceca   | 1                 |
| Slovacchia        | 1                 |
| Svizzera          | 1                 |
| Belgio (Fiandre)  | 1                 |
| Danimarca         | 1                 |
| Italia            | 1                 |
| Svezia            | 2                 |

## Altri utilizzi
Un sample del brano è stato utilizzato nel singolo del 2021 Out Out di Joel Corry e Jax Jones, che vede la partecipazione di Charli XCX e Saweetie.